# خط آی‌آرتی خیابان لنوکس
خط آی‌آرتی خیابان لنوکس (انگلیسی: IRT Lenox Avenue Line) یکی از خط‌های متروی نیویورک سیتی در بخش منهتن است.
این خط که در سال ۱۹۰۴ تأسیس شده دارای ۶ ایستگاه است.

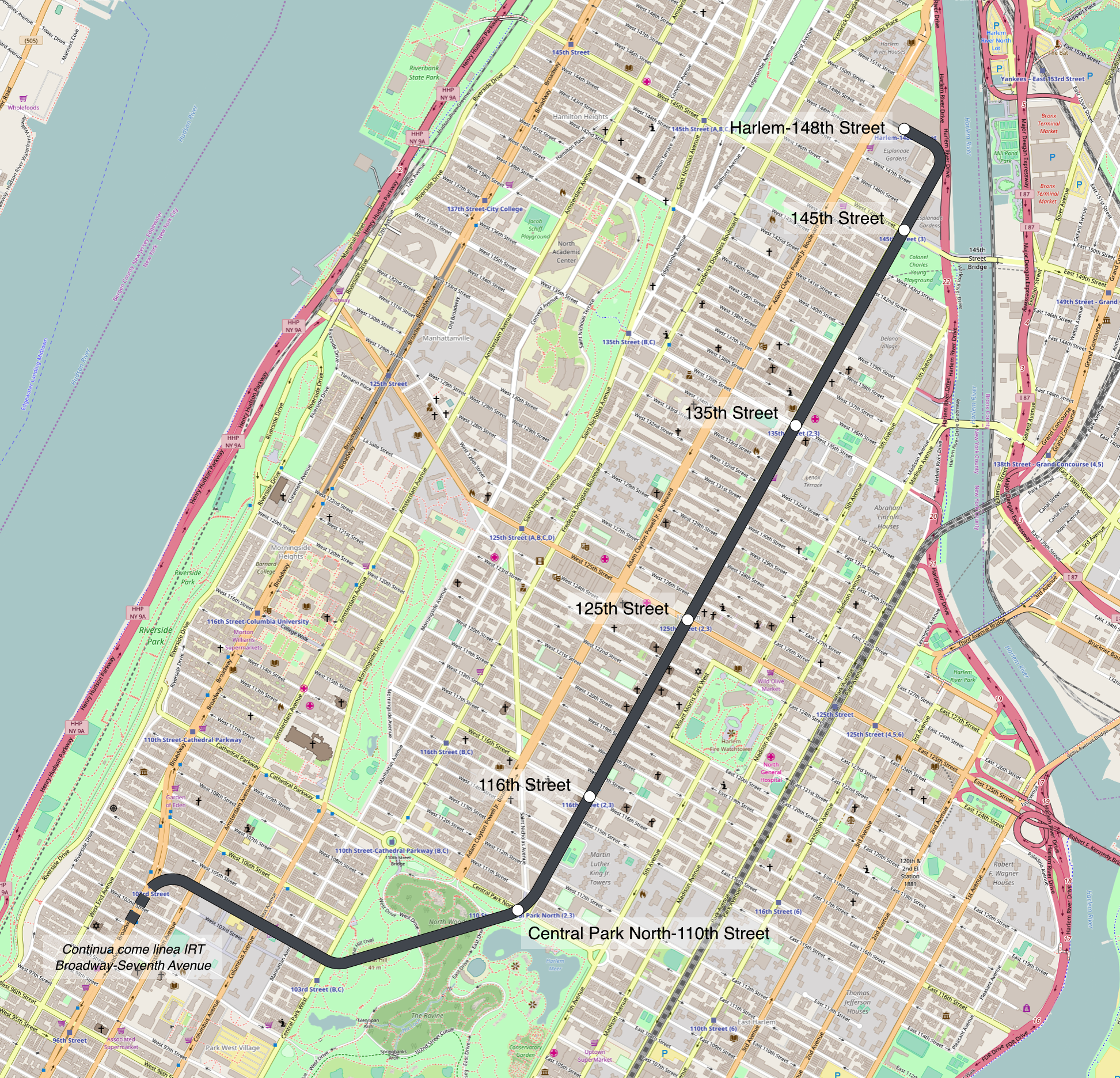
نقشه

## نگارخانه

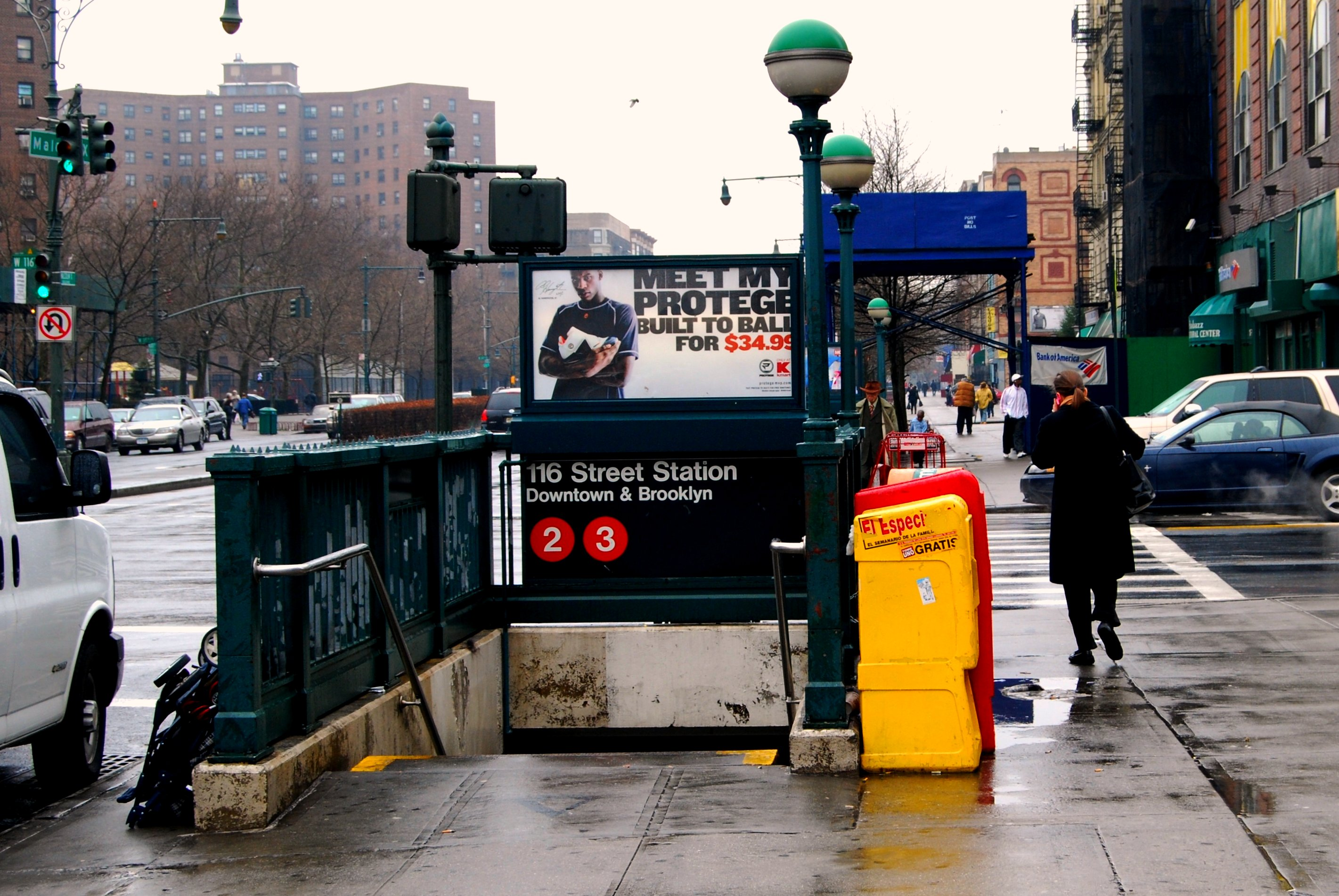
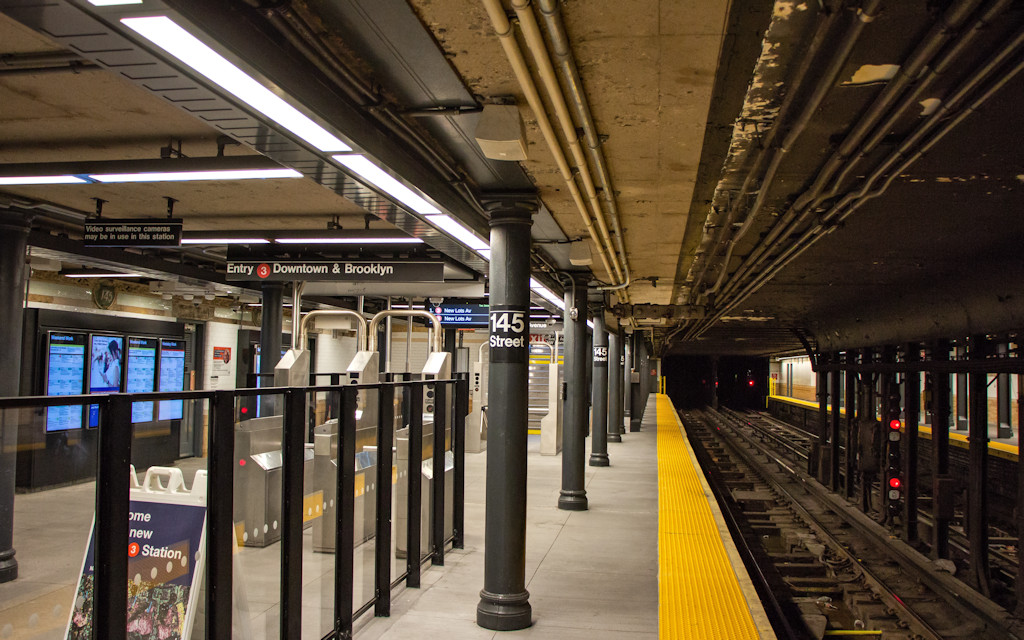
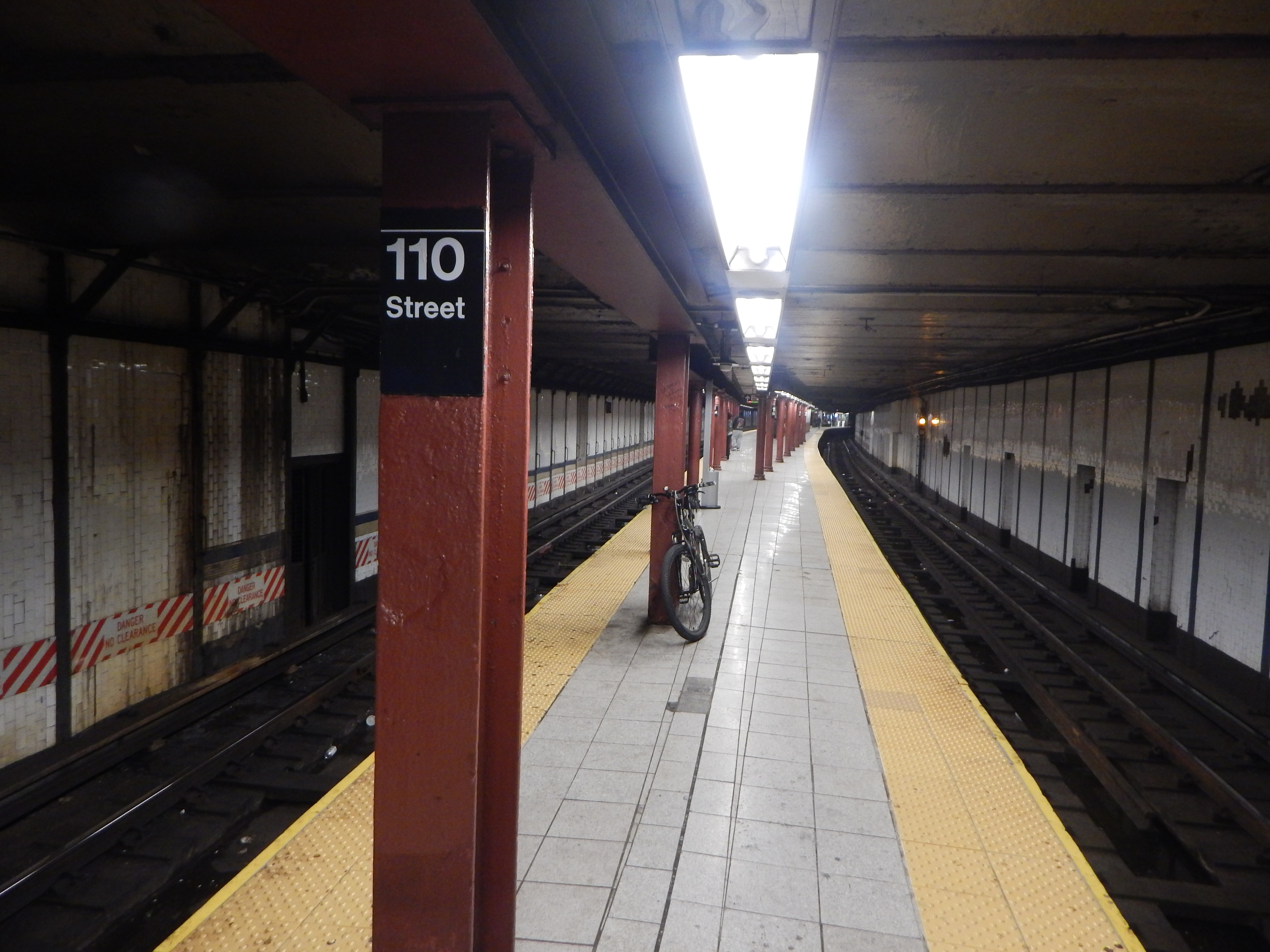
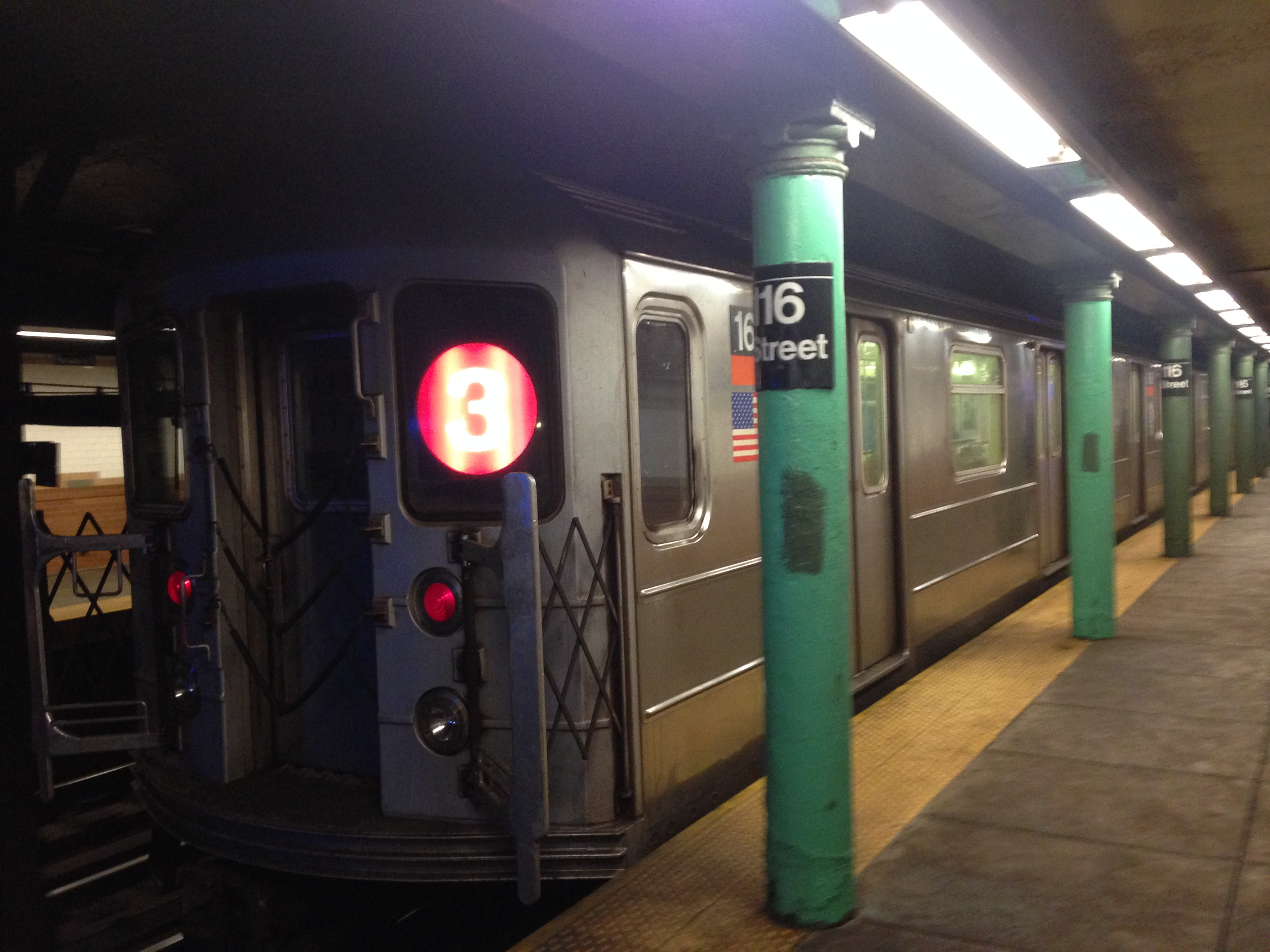